# اسکناس صد دلاری آمریکا
روی اسکناس صد دلاری آمریکا (۱۰۰ $) تصویر بنجامین فرانکلین سیاستمدار، مخترع، و دیپلمات اهل ایالات متحده آمریکا نقش بسته‌است. در پشت این اسکناس یک تصویر از سالن استقلال است.
۱۰۰ دلاری با ارزش‌ترین پول چاپ شده ایالات متحده آمریکا می‌باشد. در ۱۳ ژوئیه ۱۹۶۹، اسکناس‌های ۵۰۰ دلاری، ۱٬۰۰۰ دلاری، ۵٬۰۰۰ دلاری و ۱۰٬۰۰۰ دلاری کنار گذاشته شدند.
اسکناس‌ها معمولاً به‌عنوان «بنز»، «بنجامین‌ها» یا «فرانکلین» نیز شناخته می‌شوند، با اشاره به استفاده از پرتره بنجامین فرانکلین توسط نقاش فرانسوی جوزف دوپلسیس بر روی این فرقه، به‌عنوان «یادداشت‌های سی» یا «یادداشت‌های قرن» "، بر اساس عدد رومی برای ۱۰۰، یا به عنوان "چهره‌های آبی"، بر اساس رنگ آبی صورت بنجامین فرانکلین در طرح فعلی لایحه. این اسکناس یکی از دو فرقه‌ای است که امروز چاپ می‌شود و رئیس‌جمهور ایالات متحده را نشان نمی‌دهد، دیگری اسکناس ۱۰ دلاری است که الکساندر همیلتون را نشان می‌دهد. همچنین امروزه تنها فرقه‌ای است که دارای ساختمانی است که در واشینگتن دی سی واقع نشده‌است، که سالن استقلال واقع در فیلادلفیا در پشت آن است. به گفته اداره حکاکی و چاپ ایالات متحده، ساعت تالار استقلال در عقب، تقریباً ۴:۱۰ را نشان داد. پیشنهاد شده‌است که این ممکن است به ۴/۱۰ یا ۱۰ آوریل، صدمین روز سال اشاره داشته باشد. نت‌های رنگی جدیدتر ساعت ۱۰:۳۰ را نشان می‌دهند.
طراحی مجدد اسکناس ۱۰۰ دلاری سری ۲۰۰۹ در ۲۱ آوریل ۲۰۱۰ رونمایی شد و در ۸ اکتبر ۲۰۱۳ برای عموم منتشر شد. هزینه تولید اسکناس جدید ۱۲٫۶ سنت است و یک روبان آبی در مرکز پول با "۱۰۰" بافته شده‌است و زنگ آزادی، متناوب، که هنگام کج شدن اسکناس ظاهر می‌شوند. از ۳۰ ژوئن ۲۰۱۲، اسکناس ۱۰۰ دلاری ۷۷ درصد از کل پول رایج ایالات متحده را تشکیل می‌داد.
داده‌های فدرال رزرو در سال ۲۰۱۷ نشان داد که تعداد اسکناس‌های ۱۰۰ دلاری از تعداد اسکناس‌های ۱ دلاری فراتر رفته‌است. با این حال، یک مقاله تحقیقاتی در سال ۲۰۱۸ توسط بانک فدرال رزرو شیکاگو تخمین زد که ۸۰ درصد از اسکناس‌های ۱۰۰ دلاری در کشورهای دیگر است. دلایل احتمالی شامل استفاده از اسکناس‌های ۱۰۰ دلاری به عنوان ارز ذخیره در برابر بی‌ثباتی اقتصادی است که بر سایر ارزها تأثیر می‌گذارد و استفاده از اسکناس‌ها برای فعالیت‌های مجرمانه.

## نگارخانه

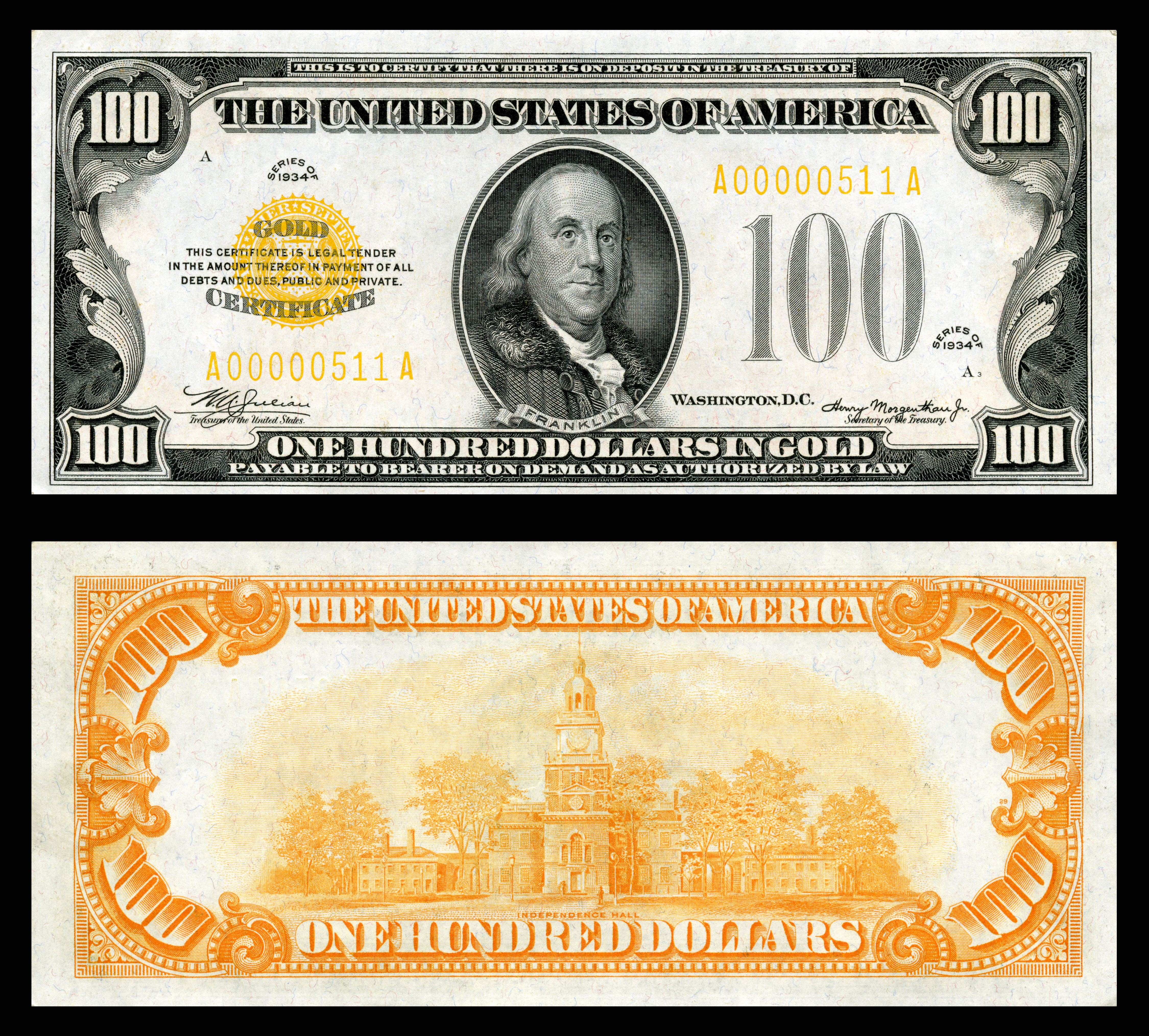
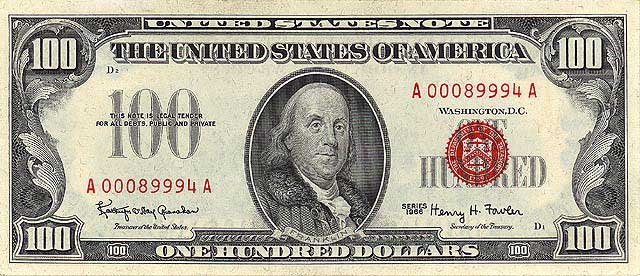
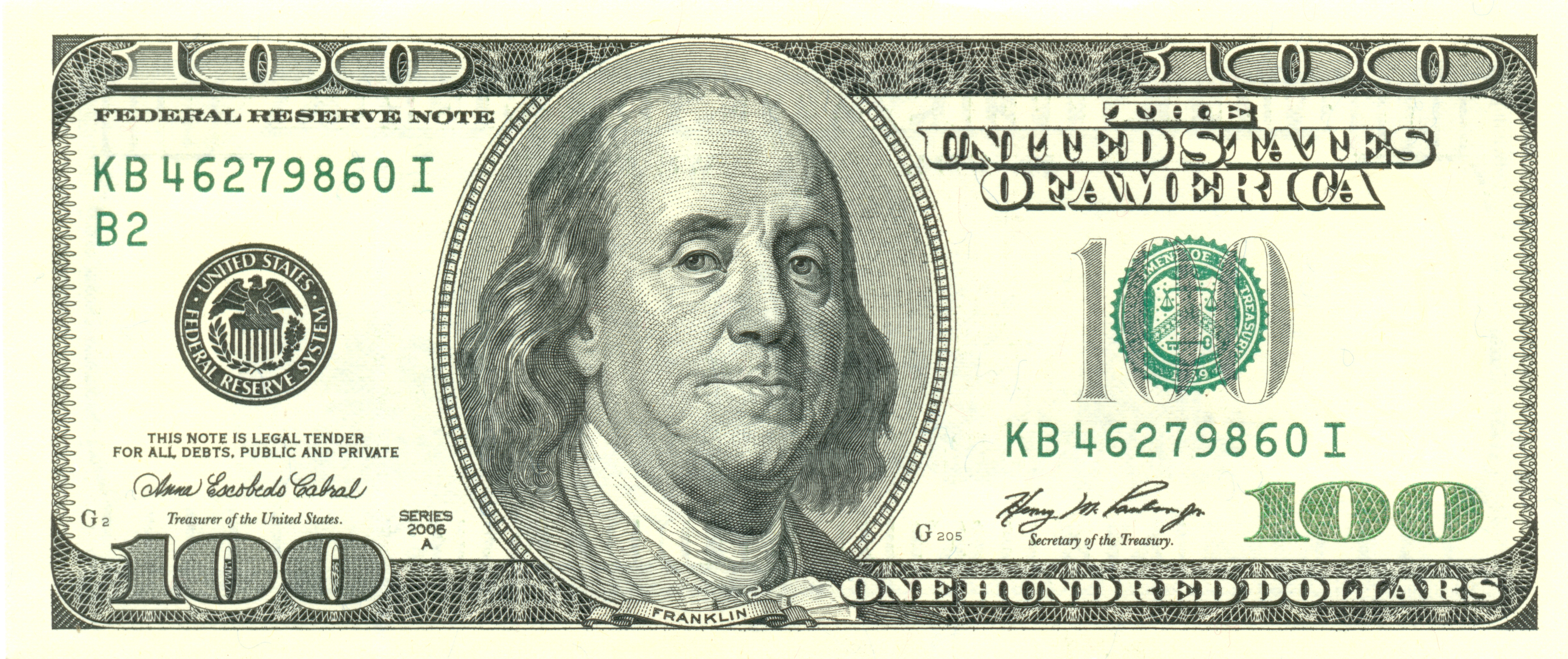